# Политический кредитный скандал в Countrywide Financial

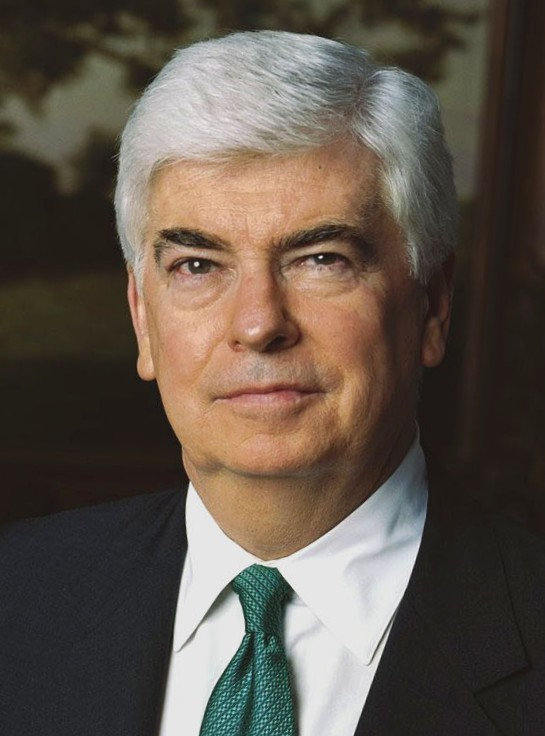
Председатель Комитета Сената США по банкам[англ.] Кристофер Додд
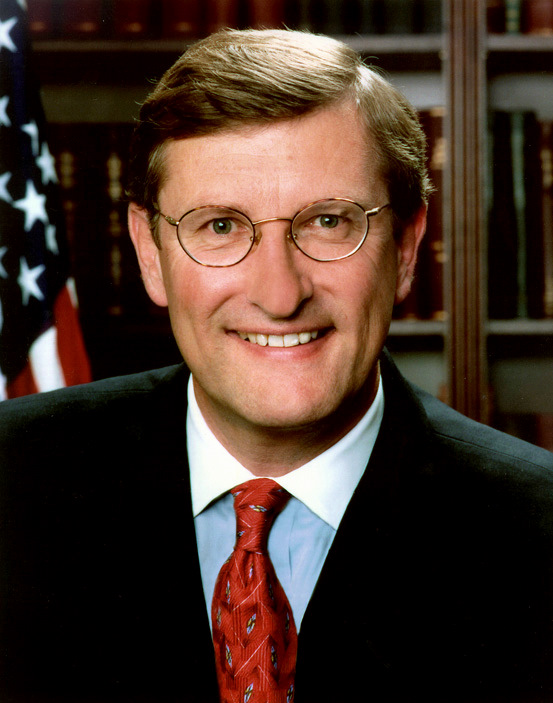
Председатель Комитета Сената США по бюджету[англ.] Кент Конрад

Сканд́ал с фина́нсовыми полити́ческими за́ймами в 2008—2009 годах касался американских политиков, которые под прикрытием получали выгодные ставки по ипотечным кредитам.
В июне 2008 года Conde Nast Portfolio сообщил, что многие политики из столицы за последние годы получали ипотечное финансирование по неконкурентоспособным ставкам в Countrywide Financial, потому что корпорация включила должностных лиц в программу исполнительного директора Countrywide Энджело Мозило. Среди политиков, предоставивших такое благоприятное финансирование, были председатель банковского комитета Сената Кристофер Додд и председатель бюджетного комитета Сената Кент Конрад. В статье также отмечалось, что комитет политических действий по всей стране сделал крупные пожертвования на кампанию Додда. Крупнейшим получателем взносов на предвыборную кампанию был конгрессмен Эд Ройс из Комитета по финансовым услугам, который с 1989 года получил всего 37 500 долларов. Додд добивался, чтобы федеральное правительство через Федеральное жилищное управление застраховало до 300 миллиардов долларов рефинансированных ипотечных кредитов для проблемных домовладельцев.
6 июня 2008 года The Wall Street Journal сообщила, что 2 бывших генеральных директора Fannie Mae, Франклин Рейнс и Джеймс Джонсон, который также был советником тогдашнего кандидата в Президенты США от Демократической партии США Барака Обамы, получили займы от Countrywide. 16 июля 2008 года The Washington Post сообщила, что Франклин Рейнс «отвечал на звонки из президентской кампании Барака Обамы, обращавшихся к нему за советом по вопросам ипотечной и жилищной политики». Сам Рейнс и кампания Обамы утверждали, что Рейнс никогда не консультировал Обаму.
18 июня 2008 года комиссия Конгресса по этике начала рассматривать заявления о получении Доддом и Конрадом льготных кредитов от ипотечного кредитора Countrywide Financial Corp.
Додд столкнулся с критикой со стороны крупнейшей газеты Коннектикута — Hartford Courant, а также со стороны Республиканской партии Коннектикута. Организация «Граждане против расточительства правительства» назвала Додда в июне 2008 года «Свиньёй месяца» за то, что он согласился на льготную ипотечную сделку от Countrywide Financial, которая выиграла бы от проталкиваемого им законопроекта об ипотеке.
6 января 2010 года Додд объявил, что не будет баллотироваться на переизбрание.
18 января 2011 года Конрад объявил, что не будет баллотироваться на переизбрание в 2012 году и уходит в отставку.